# Ӗ
Ӗ, ӗ – litera występująca jedynie w alfabecie czuwaskim. Oznacza dźwięk [ɘ], tj. samogłoskę półprzymkniętą centralną niezaokrągloną. Litera pojawiła się po raz pierwszy w 1873 w „Elementarzu dla Czuwaszy z zastosowaniem alfabetu rosyjskiego”, autorstwa Iwana Jakowlewa. Zastąpiła stosowany wcześniej znak miękki.

## Kodowanie
| Znak                   | Ӗ                                     | Ӗ                                     | ӗ                                   | ӗ                                   |
| ---------------------- | ------------------------------------- | ------------------------------------- | ----------------------------------- | ----------------------------------- |
| Nazwa w Unikodzie      | CYRILLIC CAPITAL LETTER IE WITH BREVE | CYRILLIC CAPITAL LETTER IE WITH BREVE | CYRILLIC SMALL LETTER IE WITH BREVE | CYRILLIC SMALL LETTER IE WITH BREVE |
| Kodowanie              | dziesiątkowo                          | szesnastkowo                          | dziesiątkowo                        | szesnastkowo                        |
| Unicode                | 1238                                  | U+04D6                                | 1239                                | U+04D7                              |
| UTF-8                  | 211 150                               | d3 96                                 | 211 151                             | d3 97                               |
| Odwołania znakowe SGML | &#1238;                               | &#x04D6;                              | &#1239;                             | &#x04D7;                            |